# Лазар Дрљача
Лазар Дрљача (Блатна, Аустроугарска, 10. октобар 1882. — Борци, Југославија, 13. јул 1970) био је српски сликар. Убраја се у најзначајније српске сликаре експресионизма двадесетог вијека.

## Биографија
Рођен је у Блатни код Новог Града 1882. године. Отац му је био земљордник и звао се Михајло Дрљача. У Сарајево је стигао 1896. гдје завршава браварски занат, а 1906. полаже завршни испит на грађевинском одјељењу Тахничке школе. Исте године у октобру полаже пријемни испит на Бечкој академији умјетности. Након завршетка умјетничке академије у Бечу, добија позив за учешће на Међународној изложби у Риму 1916. године. Осам година је живио у Паризу гдје је завршио Академију умјетности и имао властити атеље. У Паризу се дружио са Јованом Бијелићем, Бранком Радуловићем и Теодором Свракићем.
Своја дјела је излагао у оквиру павиљона Краљевине Србије на међународној изложби у Риму 1911. године.
Четири године Првог свјетског рата је провео у заточеништву на Сардинији а 1919. се обрео у логору за интернирце на југу Италије. Након Италије се враћа у родни крај гдје гради сликарску колибу и посвећује се аскетском животу у природи и сликању пејзажа. Тридесетих година одлази на сликарске излете у својојим кочијама долином ријеке Неретве, Дрине до Дурмитора и овом приликом ствара већи број радова. У периоду Краљевине Југославије је одржао више изложби по Европи. Према његовим ријечима, сликао је јер је то волио, а излагао само да преживи. Године 1931. одлучује да се насели у срском селу Борцима поред Борачког језера. Живио је у вили Шантић све до 1941. године када се са осталим Србима из тог краја повлачи у планине, односно колибу у Котараџама. Његов атеље у колиби у Котараџама је изгорио у пожару 1946. године и том приликом се губи читав опус његових радова. Сачувана је само једна слика. Након пожара се сели у планинску колибу на Јажвама на Борцима, а касније поново у Шантићеву вилу гдје је остао до смрти 1970. године.
Живио је по властитом опредјељењу изразито аскетским животом. Путовао је искључиво кочијама које је сам направио, а боје је припремао од природних материјала које је сакупљао у природи. Лијечио се љековитим биљем које је сам сакупљао. У току Другог свјетског рата је од два велика уља на платну направио властито одијело тако што је састругао боје са платна. У сиромашним поратним годинама је радио као шумски радник и као косац, а прехрањивао се и од помоћи коју су му указивали српски сељаци са Борака.

## Галерија
- Три коњаника у Босни, 1911, 50,5 x 39 cm
- Трескавица планина, 1932, акварел, 216 x 297 мм
- Дурмитор - Добри до, август 1934, акварел, 223 x 288 мм
- Борци, 1935, акварел, 209 x 270 мм
- Црно језеро под Дурмитором, 1935. уље на платну, 54,5 x 65,5 цм
- Требевић под облацима, 1939, уље на картону, 50,5 x 60 цм